# Данияров, Багдат Мухамеджанулы
Багдат Мухамеджанулы Данияров (каз. Бағдат Мұхамеджанұлы Данияров; род. 27 марта 2003, Жибек Жолы, Южно-Казахстанская область) — казахстанский футболист, нападающий клуба «Улытау».

## Карьера
Футбольную карьеру начинал в 2020 году в составе клуба «Академия Онтустик М» во второй лиге. 6 апреля 2022 года в матче против клуба «Кыран» дебютировал в кубке Казахстана (3:0).
5 февраля 2024 года перешёл в клуб «SD Family».
1 января 2025 года подписал контракт с клубом «Улытау». 1 марта 2025 года в матче против клуба «Тобол» Костанай дебютировал в казахстанской Премьер-лиге (0:2), выйдя на замену на 84-й минуте вместо Жасулана Молдакараева.

## Статистика
| Клуб                  | Сезон            | Лига | Лига | Кубки | Кубки | Еврокубки | Еврокубки | Итого | Итого |
| Клуб                  | Сезон            | Игры | Голы | Игры  | Голы  | Игры      | Голы      | Игры  | Голы  |
| --------------------- | ---------------- | ---- | ---- | ----- | ----- | --------- | --------- | ----- | ----- |
| Академия Онтустик     | 2021             | 5    | 1    | —     | —     | —         | —         | 5     | 1     |
| Академия Онтустик     | 2022             | 22   | 6    | 1     | 0     | —         | —         | 23    | 6     |
| Академия Онтустик     | 2023             | 27   | 7    | 4     | 2     | —         | —         | 31    | 9     |
| Академия Онтустик     | Итого            | 54   | 14   | 5     | 2     | —         | —         | 59    | 16    |
| → Академия Онтустик М | 2020             | 4    | 0    | —     | —     | —         | —         | 4     | 0     |
| → Академия Онтустик М | 2021             | 17   | 8    | —     | —     | —         | —         | 17    | 8     |
| → Академия Онтустик М | 2022             | 1    | 0    | —     | —     | —         | —         | 1     | 0     |
| → Академия Онтустик М | 2023             | 1    | 1    | —     | —     | —         | —         | 1     | 1     |
| → Академия Онтустик М | Итого            | 23   | 9    | —     | —     | —         | —         | 23    | 9     |
| SD Family             | 2024             | 17   | 3    | 3     | 2     | —         | —         | 20    | 5     |
| SD Family             | Итого            | 17   | 3    | 3     | 2     | —         | —         | 20    | 5     |
| Улытау                | 2025             | 6    | 0    | —     | —     | —         | —         | 6     | 0     |
| Улытау                | Итого            | 6    | 0    | —     | —     | —         | —         | 6     | 0     |
| Всего за карьеру      | Всего за карьеру | 100  | 26   | 8     | 4     | —         | —         | 108   | 30    |